# Ativismo antipedofilia
O ativismo antipedofilia abrange a oposição aos pedófilos, ao activismo pró-pedófilo e outros fenômenos tidos como relacionados à pedofilia, como a pornografia infantil e abuso sexual de menores. Muitas ações diretas classificadas como anti-pedófila envolvem demonstrações contra acusados de crimes de natureza sexual, grupos que advogam a legalização da atividade sexual entre adultos e crianças, usuários de internet que solicitam sexo a adolescentes.

## Incidentes locais
Em 2000, alguns grupos locais começaram a marchar em oposição aos locais de vários criminosos sexuais infantis, após uma campanha na mídia "nomear e envergonhar" suspeitos de pedofilia no Reino Unido. Na Holanda, o grupo ativista pedófilo Vereniging Martijn foi protestado pela extrema direita Nationale Alliantie. No Reino Unido, a extrema direita do partido Frente Nacional estava protestando em frente à conferência do Pedophile Information Exchang nos anos 1970 e contra o escândalo de exploração sexual infantil de Rotherham em 2014, ao lado da EDL e do BNP. Houve incidentes em que o vigilantismo destinado a ser contra os pedófilos foi erroneamente direcionado contra a pessoa errada, incluindo:
1. Um sobre um homem com o mesmo sobre nome de um pedófilo localmente conhecido.[11]
2. Um incidente em que um homem foi identificado erroneamente como pedófilo porque usava um colar de pescoço semelhante ao que um agressor sexual usava quando foi fotografado em um jornal.[12][13]

## No Brasil
A partir de 2007 os Conselhos Estaduais da Criança e do Adolescente, com a coordenação nacional da Secretaria Especial dos Direitos Humanos, lançou uma ampla campanha para coibir a prática de crimes contra menores, através de denúncias anônimas feitas através do telefone 100. Em todo o país este número serve para receber as denúncias de abusos de toda a ordem - e os sexuais são a maioria dos casos.
Em 20 de dezembro de 2007 a Polícia Federal do Brasil, em conjunto com a Interpol, o FBI e outras agências de investigação desvendou o uso da Internet como meio para divulgação de material - para tanto usando da identificação dos IPs anônimos - tendo efetuado três prisões em flagrante e mais de quatrocentas apreensões pelo país - sendo esta a primeira operação onde foi possível identificar usuários da rede mundial de computadores para a prática pedófila no Brasil

## No mundo
O caso mais recente e de maior repercussão foi a busca por um pedófilo que aparecia em várias fotos abusando de menores. Cerca de 200 imagens com seu rosto digitalmente alterado foram divulgadas na Internet. Numa busca que envolveu especialistas em edição de imagens, a fim de restaurar a imagem do rosto do procurado, o canadense Christopher Neil, 32 anos, foi preso e acusado por crime de pedofilia na província de Nakhon Ratchasima, em Korat, a cerca de 250 km a norte da capital Bangcoc, uma área turística da Tailândia. A captura começou quando investigadores captaram um telefonema de uma travesti tailandesa com quem Neil teve contatos no passado. A travesti, de 25 anos, que já alugou uma casa com Neil em outra região da Tailândia, colaborou com as investigações levado os policiais até a residência do acusado. No mesmo dia a instrutora de tênis britânica, Claire Lyte, 29 anos, foi condenada pelo mesmo crime ao ser considerada culpada de manter relações sexuais com sua aluna de apenas 13 anos. Lyte deve receber a sentença pela condenação dentro de um mês.

## Nas entidades religiosas
A Revista Veja, da Editora Abril, edição nº 1982, ano 39, nº 45, de 15 de novembro de 2006, publicou uma reportagem nas páginas 112/114, sobre dois advogados norte-americanos, John Aretakis, de Nova York e Jeff Anderson, de Minnesota, recordistas de clientes vítimas de  abusos sexuais, tendo o primeiro patrocinado 250 ações, com indenizações no valor de um milhão de dólares obtidas da Igreja Católica e o segundo patrocinado hum mil ações, com indenizações no valor de 150.000.000 milhões de dólares, também, obtidas da mesma instituição religiosa. O caso mais famoso foi o do padre Mark Haight, de Albany, que estuprou um menino, diariamente, durante seis anos. Seguem-se os casos do padre James Porter, que molestou 28 crianças e foi condenado em 1993 a 28 anos de prisão, do padre Paul Shanley, que molestou uma menina durante três anos e foi condenado  a doze anos de cadeia, do padre John Geoghan, molestador de mais de cem crianças, foi condenado a dez anos de prisão e do padre Rudolph Kos, que molestou onze crianças e a sua diocese pagou indenizações no valor de trinta milhões de dólares às vítimas. Anderson afirmou à Revista Veja: "luteranos, testemunhas de Jeová, evangélicos…Diga-me o nome de qualquer grupo religioso e eu provavelmente já o processei".

## Críticas de táticas
Um representante do National Center for Missing and Exploited Children's Exploited Child Unit (NCMEC) declarou que o NCMEC não tolera investigações por cidadãos porque, de acordo com o NCMEC, essas ações não detêm os predadores e podem forçar os predadores a se mudarem para outros locais e se tornarem mais eficaz em esconder suas identidades. A organização de segurança na Internet CyberAngels, uma ramificação do Guardian Angels, tem preocupações semelhantes. Os oficiais da polícia no passado se opuseram a trabalhar com esses grupos, ou o fizeram com relutância. Grupos anti-pedofilia também foram extensivamente criticados pela polícia por "comprometer o trabalho policial", e pela propensão de alguns vigilantes de atacar, abusar e ameaçar as pessoas que atraem. Também se questionou se as ações desses grupos de vigilantes constituem uma armadilha. Em 2017, uma armação de 'The Hunted One' envolvendo uma equipe de caçadores atraindo um homem indiano para o Bluewater Shopping Centre terminou com uma multidão de homens invadindo a área depois de assistir no Facebook Live, atacando brutalmente o homem que os caçadores haviam atraído com socos e chutes antes que deles serem contidos pela segurança. Após o fato, dois dos caçadores envolvidos foram presos pela polícia.